# Irena Chmielewska
Irena Chmielewska (ur. 13 lipca 1905 w Łodzi, zm. 17 stycznia 1987 w Warszawie) – polska biochemiczka, profesor Uniwersytetu Warszawskiego, prowadziła badania naukowe nad zależnością pomiędzy strukturą a aktywnością biologiczną związków naturalnych oraz metabolizmem azotu u ludzi.

## Życiorys
Po ukończeniu szkoły realnej wyjechała do Warszawy, gdzie rozpoczęła naukę w Prywatnym Gimnazjum i Liceum Anny Jakubowskiej. W 1922 rozpoczęła studia na Wydziale Matematyczno-Przyrodniczym Uniwersytetu Warszawskiego, studiowała równocześnie dwa kierunki – biologiczny i chemiczny. Siedem lat później obroniła pracę magisterską z filozofii w dziedzinie chemii i została asystentką prof. Wiktora Lampego w Zakładzie Chemii Organicznej Uniwersytetu Warszawskiego. W 1933 obroniła pracę magisterską pt. „Badania nad barwnikiem czerwonej kapusty – Brassica oleracea”, sześć lat później uzyskała habilitację. Podczas okupacji wykładała chemię na tajnych kompletach Uniwersytetu Warszawskiego, oficjalnie pracowała w fabryce Klawego i w Bacutilu, gdzie kierowała produkcją preparatów organicznych. Po zakończeniu wojny powróciła do pracy na uczelni jako adiunkt w Zakładzie Chemii Organicznej. W 1945 została członkiem Towarzystwa Naukowego Warszawskiego. Od 1946 przez pięć lat pracowała równocześnie w Instytucie Chemii Ogólnej, od 1949 prowadziła zajęcia z biochemii dla studentów wydziałów chemii i biologii. W 1951 została kierownikiem Zakładu Biochemii Instytutu Farmaceutycznego, funkcję tę pełniła przez dwa lata. Zainicjowała produkcję witaminy K, kwasu lewulinowego, hydrolizatu białkowego i dikumarolu, za rozpoczęcie pierwszego w historii polskiej chemii procesu produkcji hydrolizatu białkowego zespół kierowany przez Irenę Chmielewską otrzymał w 1951 nagrodę państwową. Kontynuacją były prace badawcze nad metabolizmem aminokwasów i peptydów u zwierząt, a także nad metodami otrzymywania i właściwościami witamin i antywitamin K. Do najcenniejszych osiągnięć naukowych Ireny Chmielewskiej należały badania nad tautomerią piranów, w wyniku których wysunęła ona hipotezę na temat roli metylochinonów w sprzężonym z oksydacyjną fosforylacją łańcuchowym przenoszeniu elektronów w układach biologicznych. W 1955 Irena Chmielewska uzyskała tytuł profesora nadzwyczajnego, a sześć lat później profesora zwyczajnego. Dzięki jej zaangażowaniu w 1958 na Wydziale Biologii i Nauk o Ziemi Uniwersytetu Warszawskiego powstała Katedra Biochemii, która w 1968 została przekształcona w Instytut Biochemii. Irena Chmielewska kierowała nim do przejścia w stan spoczynku w 1974. Od 1964 była członkiem korespondentem Polskiej Akademii Nauk, od 1971 była członkiem rzeczywistym.
W PRL informacje na temat Ireny Chmielewskiej podlegały cenzurze.  W 1977 jej nazwisko znajdowało się na specjalnej liście osób pod szczególną kontrolą cenzury. Zalecenia cenzorskie dotyczące jej zanotował Tomasz Strzyżewski, który w swojej książce o peerelowskiej cenzurze opublikował notkę informacyjną z 7 stycznia 1977 Głównego Urzędu Kontroli Prasy, Publikacji i Widowisk. Wytyczne dla cenzorów wymieniały jej nazwisko z adnotacją: "Wszelkie próby popularyzowania w środkach masowego przekazu (prasa codzienna, radio, TV, tygodniki społeczno-polityczne) niżej wymienionych osób należy sygnalizować kierownictwu GUKPPiW". Zalecenia cenzorskie zezwalały jedynie na publikacje w prasie specjalistycznej, naukowej oraz skryptach itp..
23 sierpnia 1980 roku dołączyła do apelu 64 uczonych, pisarzy i publicystów do władz komunistycznych o podjęcie dialogu ze strajkującymi robotnikami.

## Główne osiągnięcia naukowe
- 1951 – uruchomienie w II Klinice Chirurgicznej Akademii Medycznej w Warszawie produkcji preparatu aminokwasowego do wlewów dożylnych;
- 1958 – opis tautomerii pironowej dikumarolu (antywitaminy K).

## Odznaczenia
- Krzyż Oficerski Orderu Odrodzenia Polski
- Odznaka tytułu honorowego „Zasłużony Nauczyciel PRL”
- Nagroda Fundacji im. A. Jurzykowskiego